# Geum pusillum
Geum pusillum är en rosväxtart som beskrevs av Donald Petrie. Geum pusillum ingår i släktet nejlikrotsläktet, och familjen rosväxter. Inga underarter finns listade i Catalogue of Life.